# Parafia Bożego Ciała we Wrocławiu
Parafia Bożego Ciała we Wrocławiu – parafia w dekanacie Wrocław-Śródmieście w archidiecezji wrocławskiej.
Proboszczem parafii jest ks. Marek Biały. Obsługiwana przez księży archidiecezjalnych.
Parafia została erygowana w 1924. W 1999 po zniesieniu Parafii św. Wojciecha prowadzonej przez ojców dominikanów przyłączono część byłej parafii dominikańskiej do parafii Bożego Ciała. Jest to teren od wschodniej pierzei ulicy Kołłątaja do ulicy Dworcowej. Mimo zmian czysto administracyjnych „nowi” parafianie kościoła Bożego Ciała, uczęszczają dalej do swojego dawnego parafialnego kościoła Św. Wojciecha.

## Zasięg parafii
Do parafii należą wierni z Wrocławia zamieszkujący ulice: Bożego Ciała, Czysta, Gwarna, Kołłątaja (nr 1-26, nr 27-35), Komandorska (nr 4, 23-87), Kościuszki (nr 20-66, 21-73), pl. Kościuszki (nr 14-23), Piłsudskiego (nr 58-116, 91-99), Podwale (nr 46-66, nr 45-65A), Powstańców Śląskich (nr 46-94), Radosna, Rejtana, Stawowa, Świdnicka (nr 36-48), pl. Teatralny (nr 1), Trwała, Wielka (nr 12-16), Zaolziańska.